# Seugne
Seugne é um rio localizado na França.